# حوش تل صفية
حوش تل صفية هي قرية وموقع أثري لبنان يبعد 3 كم جنوب غرب مدينة ياتي قرب بعلبك في محافظة بعلبك الهرمل. ويعود تاريخه على الأقل إلى العصر الحجري الحديث. وأغلب سكان القرية من الشيعة، حيث يبلغ عدد الناخبين الشيعة 499، و171 مارونيًا، و14 سنيًا.
في عام 1838، أشار إيلي سميث إلى حوش تل صفية قرية مطاولة في منطقة بعلبك.